# كيت بيري
كيت بيري (بالإنجليزية: Kit Berry)‏ هي كاتبة خيال علمي بريطانية، ولدت في القرن العشرين.